# Top Quality Bones and a Little Terrorist
Top Quality Bones and a Little Terrorist è l'album di debutto della cantante svedese Britta Persson, pubblicato il 23 agosto 2006 su etichetta discografica Bonnier Amigo.

## Tracce
1. Winter Tour – 3:09
2. This Spring – 5:12
3. Low or Wine – 4:17
4. Oh How Wrong – 3:51
5. First Class – 4:21
6. You Are Not My Boyfriend – 1:47
7. Finger Is Up – 3:03
8. Bellamy Straat Straat – 2:35
9. Bummer Bummer – 6:25
10. Train Song – 3:31

## Classifiche
| Classifica (2006) | Posizione massima |
| ----------------- | ----------------- |
| Svezia            | 53                |